# Joanna Cupryś
Joanna Cupryś-Szwichtenberg (ur. 8 lutego 1972) – polska koszykarka, grająca na pozycji silnej skrzydłowej, reprezentantka kraju, mistrzyni Europy z 1999.
Karierę sportową rozpoczęła w klubach wrocławskich. Następnie przeniosła się na studia do USA. Po powrocie z nich grała w lidze francuskiej, by w 1999 wrócić do Polski. W tym samym roku wraz z reprezentacją Polski zdobyła złoty medal mistrzostw Europy rozgrywanych w Katowicach i Poznaniu. W 2000 wystąpiła na Igrzyskach Olimpijskich w Sydney. W reprezentacji Polski grała przez trzynaście lat (1991–2004). Obecnie jest menedżerem sportowym.
W 1999 odznaczona Złotym Krzyżem Zasługi.
28 września 2024 wystąpiła w charytatywnym meczu koszykarskim „Olimpijczycy i Paraolimpijczycy dla Powodzian”, z którego dochód został przeznaczony na remont zniszczonej przez powódź hali „Obuwnik” w Prudniku (hala Pogoni Prudnik i Zarzewia Prudnik).
Jest żoną byłego rugbysty Waldemara Szwichtenberga.

## Osiągnięcia
NCAA Division II
- Uczestniczka rozgrywek Elite Eight turnieju NCAA II (1997)
- Mistrzyni:
  - turnieju konferencji Peach Belt (1997)
  - sezonu zasadniczego Peach Belt (1997)
- Zaliczona do Galerii Sław Sportu Kennesaw State (2007)[5]
- Liderka wszech czasów Kennesaw State w[5]:
  - średniej zdobywanych punktów (26)
  - liczbie punktów, uzyskanych w jednym spotkaniu (40)
- Druga na liście wszech czasów Kennesaw State w skuteczności rzutów za 3 punkty (49,2%)[5]

Drużynowe
- Mistrzyni Polski (2000–2004)
- Wicemistrzyni:
  - Euroligi (2002)
  - Izraela (2005)
- Brązowa medalistka mistrzostw:
  - Francji (1999)
  - Polski (1993)
- 3. miejsce w Pucharze FIBA (2005)
- Uczestniczka rozgrywek międzynarodowych Euroligi (2000–2004)
- Finalistka turnieju Federacji Francji (1999)

Indywidualne
- Uczestniczka meczu gwiazd:
  - PLKK (2002, 2003)
  - mistrz Polski vs gwiazdy PLKK (2003)
  - Polska vs gwiazdy PLKK (2001)
- Liderka PLKK w skuteczności rzutów:
  - z gry (2002)
  - za 3 punkty (2003)

Reprezentacja
- Mistrzyni Europy (1999)
- Uczestniczka:
  - igrzysk olimpijskich (2000 – 8. miejsce)
  - mistrzostw Europy:
    - 1999, 2001 – 6. miejsce, 2003 – 4. miejsce
    - U–16 (1987 – 12. miejsce)

  - kwalifikacji do Eurobasketu (2003)